# Ippiko
Ippiko a fost cavaleria grea greacă antică, înarmați cu kontos (lance de cavalerie), și sabie.